# Roy Bentley
Roy Thomas Frank Bentley (ur. 17 maja 1924 w Bristolu, zm. 20 kwietnia 2018) – angielski piłkarz grający niegdyś na pozycji napastnika, a w końcowej części swojej kariery jako obrońca. Podczas II wojny światowej służył w marynarce wojennej.

## Kariera piłkarska

### Kariera klubowa
Bentley swoją piłkarską karierę rozpoczął w Bristol City. W 1946 roku trafił do Newcastle United. Dwa lata później za 12,5 tysiąca funtów został kupiony przez Chelsea. Bentley w The Blues zadebiutował w przegranym 2:4 spotkaniu z Huddersfield Town. Do końca sezonu 1947/48 zawodnik w czternastu meczach strzelił trzy gole, jednak już w następnych rozgrywkach wpisał się na listę strzelców dwudziestokrotnie. W sezonie 1954/55 wraz z kolegami z drużyny zdobył mistrzostwo kraju. W 1956 roku Bentley przeniósł się do lokalnego rywala Chelsea – Fulham. Łącznie w The Blues piłkarz wystąpił w 367 meczach w których strzelił 150 goli, co stawia go wraz z Peterem Osgoodem na trzecim miejscu najskuteczniejszych zawodników Chelsea. Z Fulham nie osiągnął większych sukcesów, a w sezonie 1957/58 został przesunięty na obronę. W 1961 roku przeszedł do Queens Park Rangers, gdzie po dwóch latach występów zakończył piłkarska karierę.

### Kariera reprezentacyjna
Bentley zadebiutował w reprezentacji Anglii w 1949 roku. Rok później wystąpił z nią na mundialu rozegranym w Brazylii. W listopadzie 1954 roku, w spotkaniu z Walią strzelił swojego jedynego hat-tricka w kadrze. Łącznie w reprezentacji rozegrał 12 meczów w których zdobył dziewięć bramek.

## Kariera trenerska
Po zakończeniu piłkarskiej kariery, Bentley na pięć lat został trenerem Reading. Z tym zespołem nie osiągnął znacznych sukcesów. W 1969 roku zaczął trenować Swansea City, z którą awansował do Third Division. Drużynę opuścił w 1972 roku.